# Belmont (Pennsylvanie)
Pour les articles homonymes, voir Belmont.
Belmont est une census-designated place du comté de Cambria dans l'État de Pennsylvanie aux États-Unis, située au sud de Johnstown.
La population était de 2 846 habitants en 2000, et de 2 784 habitants en 2010.